# 四照花属
四照花属（学名：Dendrobenthamia）是山茱萸科下的一个属，为灌木或小乔木植物。该属共有12种，分布于喜马拉雅至东亚。
现为山茱萸属（Cornus L.）的异名。

## 物种
本属包括以下物种：
- 头状四照花 Dendrobenthamia capitata]]
- 白毛四照花
- 大型四照花
- 东京四照花
- 多脉四照花
- 峨眉四照花
- 褐毛四照花
- 褐毛四照花(原变种)
- 黑毛四照花
- 湖北四照花
- 华西四照花
- 尖叶四照花
- 尖叶四照花(原变种)
- 江西褐毛四照花
- 缙云四照花
- 日本四照花
- 日本四照花(原变种)
- 绒毛尖叶四照花
- 四照花
- 头状四照花(原变种)
- 武夷四照花
- 狭叶四照花
- 香港四照花
- 秀丽四照花